# دبيق ربلي
الدبيق الربلي (باللاتينية: Bupleurum plantagineum) نوع نباتي ينتمي إلى جنس الدبيق من الفصيلة الخيمية.

## الموئل والانتشار
موطن هذا النوع المغرب العربي.

## مرادفات للاسم العلمي
- (باللاتينية: Tenoria plantaginea Spreng. 		)